# Pariser-Polka
Pariser-Polka, op. 382, är en polka-française av Johann Strauss den yngre. Den framfördes första gången den 20 februari 1879 i Cercle France International i Paris.

## Historia
Den 18 december 1878 hade Johann Strauss operett Blindekuh premiär på Theater an der Wien. Librettot av Rudolf Kneisel var huvudorsaken till att verket blev ett fiasko och Blindekuh togs bort från repertoaren efter bara 16 föreställningar. Strauss räddade mycket av musiken genom att snabbt arrangera fem separata orkesterstycken med motiv ur operetten. Efter misslyckandet med Blindekuh for Strauss med sin nya hustru Angelica Dittrich (första hustrun Jetty hade avlidit 8 april 1878) till Paris i förhoppningen att hitta en ny teater för sina operetter. Det lyckades honom dock inte. Men några konserter blev det i alla fall. En av dessa ägde rum i 'Cercle France International' den 20 februari och det var här som Strauss framförde sin (lämpligt betitlade) polka Pariser-Polka. 
Med tanke på att Strauss hela livet fasade för att resa var det troligen ett uttryck för självironi att han till polkan valde material från kupletten i akt II: "Die Eisenbahnen weit und breit die bieten dort viel Sicherheit" ('Järnvägen lång och bred erbjuder mycket säkerhet'). Polkans övriga melodier är hämtade från sånger i akterna I och II.

## Om polkan
Speltiden är ca 2 minuter och 31 sekunder plus minus några sekunder beroende på dirigentens musikaliska tolkning.
Polkan var ett av fem verk där Strauss återanvände musik från operetten Blindekuh:
- Kennst du mich?, Vals, Opus 381
- Pariser-Polka, Polka-francaise, Opus 382
- Nur fort, Polka-Schnell, Opus 383
- Opern-Maskenball-Quadrille, Kadrilj, Opus 384
- Waldine, Polkamazurka, Opus 385

## Weblänkar
- Pariser-Polka i Naxos-utgåvan.